# 空气敏感
空气敏感 (英語：Air sensitive) 是一个化学术语，用以描述一些能够和空气组分发生化学反应的物质，一般是和氧气、水发生反应，亦可以是和其他组分，比如二氧化碳、一氧化碳和氮气发生反应。这些物质常因为容易和空气反应而导致变质。
在实验室中操作使用空气敏感化合物需要采用空气隔绝技术进行保护。最常用的两种空气隔绝装置为手套箱和真空泵，两种装置都可以用于干燥除空气。手套箱为密闭的、充满惰性气体的操作箱，操作人员通过箱体手套接触箱内物质，而真空泵的除气操作即是把盛有空气敏感物质的器皿直接接上真空泵管路进行抽气——填充保护操作。